# Palang (1931)
Palang – kanonierka typu Babr marynarki wojennej Iranu, z okresu międzywojennego i II wojny światowej. Zbudowana we Włoszech, wodowana w 1931 roku, została zatopiona podczas interwencji brytyjskiej 25 sierpnia 1940 roku.

## Projekt i budowa
20 marca 1928 roku parlament Iranu uchwalił zamówienie budowy nowoczesnych okrętów dla Cesarskiej Marynarki Wojennej we Włoszech. Zamówienie obejmowało od razu budowę dwóch kanonierek typu Babr, czterech dużych okrętów patrolowych typu Charogh, sześciu kutrów motorowych i holownika.
Drugą ze zbudowanych kanonierek był „Palang”. Nazwa oznaczała lamparta. Został zbudowany w stoczni Cantieri Navali Riuniti w Palermo. Wodowano go w listopadzie 1931 roku (brak jest bliższych dat dotyczących okrętu w literaturze). Okręty te są klasyfikowane w literaturze jako kanonierki lub slupy. 

## Opis

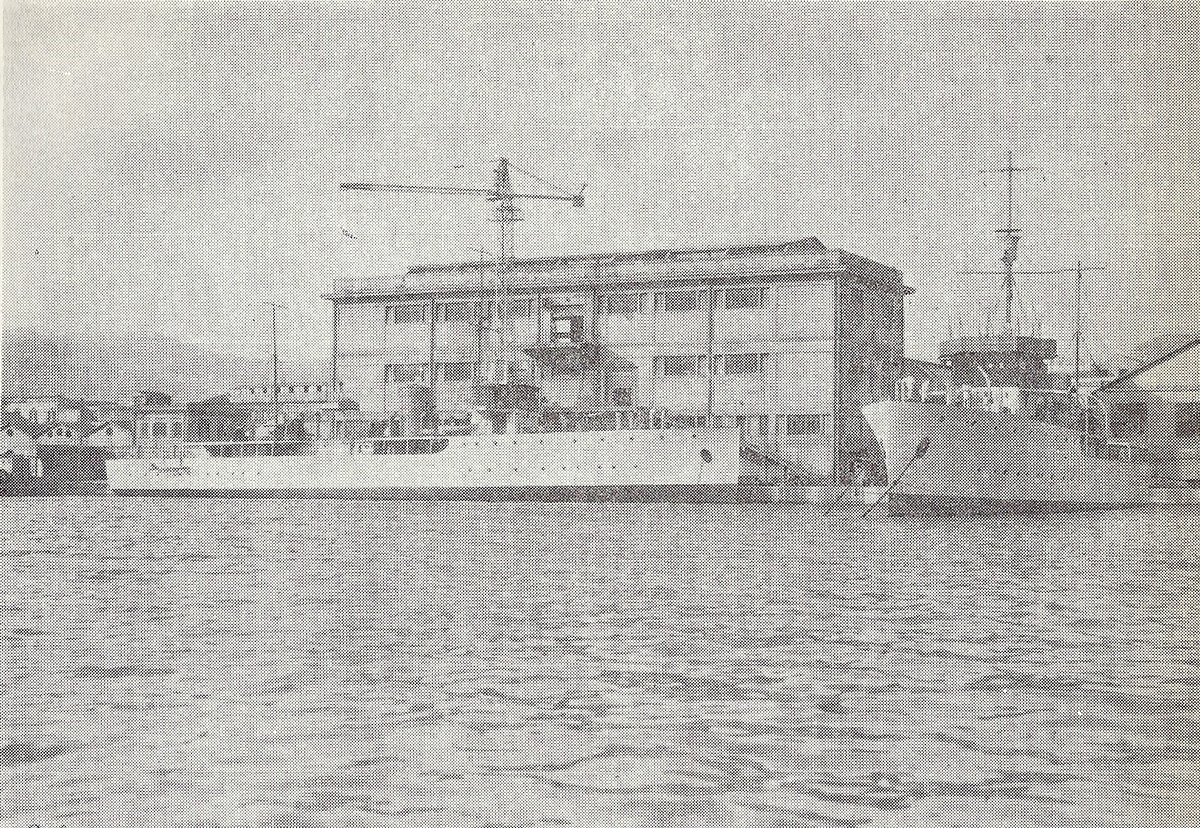
„Babr” i „Palang” w trakcie budowy w Tarencie

### Informacje ogólne
Długość między pionami okrętów wynosiła 62,38 m. Szerokość wynosiła 9 m, a zanurzenie 3 m. Wyporność wynosiła 950 ts (ton angielskich), bez bliższego sprecyzowania tej wartości w literaturze.
Załoga okrętów składała się z 85 osób.

### Uzbrojenie
Główne uzbrojenie artyleryjskie składało się początkowo z trzech pojedynczych armat kalibru 102 mm. Umieszczone były na odkrytych stanowiskach na tej samej wysokości, na pokładzie dziobowym, śródokręciu i na końcu pokładu nadbudówki na rufie, z niewielkimi płaskimi maskami ochronnymi. Trzecie działo artylerii głównej na śródokręciu zamieniono jednak następnie na dwie armaty przeciwlotnicze kalibru 76 mm L/40, ustawione jedna za drugą na pokładzie nadbudówki na śródokręciu za kominem. Uzbrojenie uzupełniały dwa karabiny maszynowe. Według części literatury, okręty mogły ponadto przenosić do 80 min.

### Napęd
Okręty napędzane były przez dwa silniki wysokoprężne Fiat o łącznej mocy 1900 bhp, poruszające dwa wały śrub. Prędkość maksymalna wynosiła 15 węzłów. Okręty zabierały 120 ton paliwa.

## Służba
Po zbudowaniu, „Palang” został przyjęty do służby w Cesarskiej Marynarce Wojennej Iranu. Obie kanonierki były największymi jednostkami floty tego kraju u progu II wojny światowej.
W trakcie wojny Iran był początkowo neutralny, lecz na skutek obawy niemieckich wpływów, państwa koalicji antyhitlerowskiej dokonały w sierpniu 1941 roku brytyjsko-radzieckiej interwencji w Iranie. „Palang” został zatopiony 25 sierpnia 1941 roku w porcie w Abadanie artylerią brytyjskiego slupa „Shoreham”. Wrak został następnie pocięty.
Nazwę „Palang” otrzymał później trałowiec typu Algerine otrzymany w 1949 roku od Brytyjczyków, a następnie niszczyciel otrzymany w 1971 roku od USA.